# Hamilton Pool Preserve
Hamilton Pool Preserve és una piscina natural que es va crear quan la cúpula d'un riu subterrani es va ensorrar a causa d'una erosió massiva de fa milers d'anys. La piscina està situada a uns 37 km a l'oest d'Austin, Texas (Estats Units d'Amèrica), per carretera 71. Des de la dècada del 1960, Hamilton Pool ha estat un lloc popular de natació d'estiu per als visitants i residents d'Austin. Hamilton Pool Preserve consta de 0,94 km² d'hàbitat natural protegit i una piscina verda jade que rep l'aigua del rierol Hamilton que cau a la piscina per una cascada de 15 m, amb una temperatura de l'aigua que arriba als 10 °C.
La piscina està envoltada de grans lloses de pedra calcària que descansen a la vora de l'aigua; grans estalactites creixen des del sostre alt. El sostre i els cingles circumdants de la gruta acullen molsa, falgueres i orenetes de cingle.
La piscina natural i el rierol no es tracten químicament, de manera que la qualitat de l'aigua es controla regularment i és restringeix la natació. Hamilton Pool forma part de la Balcones Canyonlands Preserve i és un entorn protegit.

## Història
Abans del segle xix, vivien a la zona els Tonkawa i els Lipans. A mitjans de la dècada del 1860, Morgan Calvin Hamilton posseïa la propietat ara coneguda com a Hamilton Pool Preserve. El seu germà, Andrew Jackson Hamilton, va visitar evidentment la gruta mentre exercia de governador de Texas (1865-1866). A la dècada del 1880, la família de Reimers, immigrants d'Alemanya, va comprar la propietat per criar ovelles i bous. La llegenda diu que el seu fill de vuit anys va descobrir la gruta ensorrada.

Tot i que els ramaders podrien considerar la gruta un perill per a la seva ramaderia, els Reimers aviat van adonar-se del seu valor com a àrea recreativa i van obrir la propietat per a ús públic. Al voltant de principis del segle xx, el lloc no va atraure gaires visitants, però a la dècada del 1960 i a la dècada del 1980 la popularitat de Hamilton Pool va augmentar. El indret començava a rebre molts visitants i tenien poques restriccions.

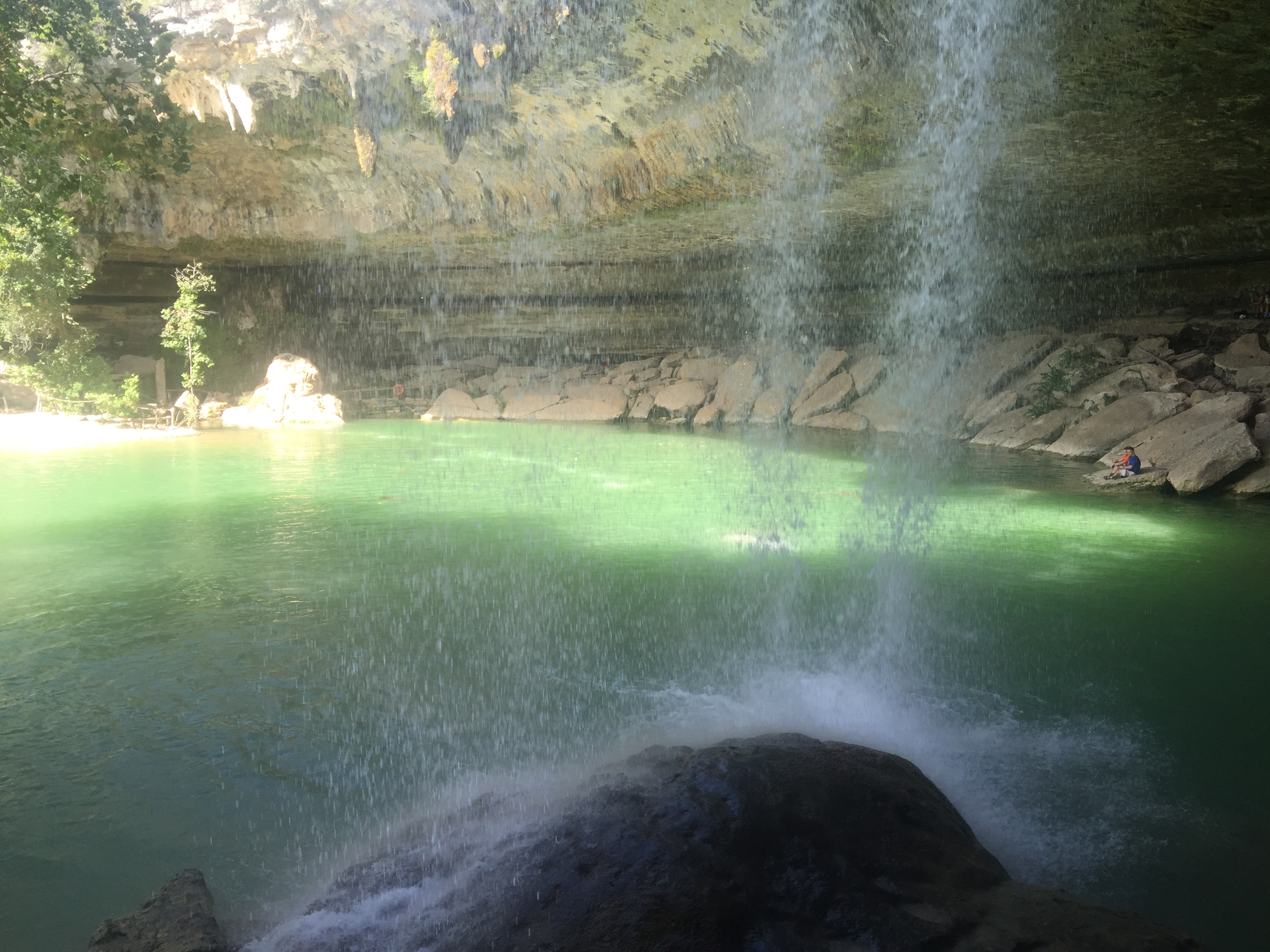
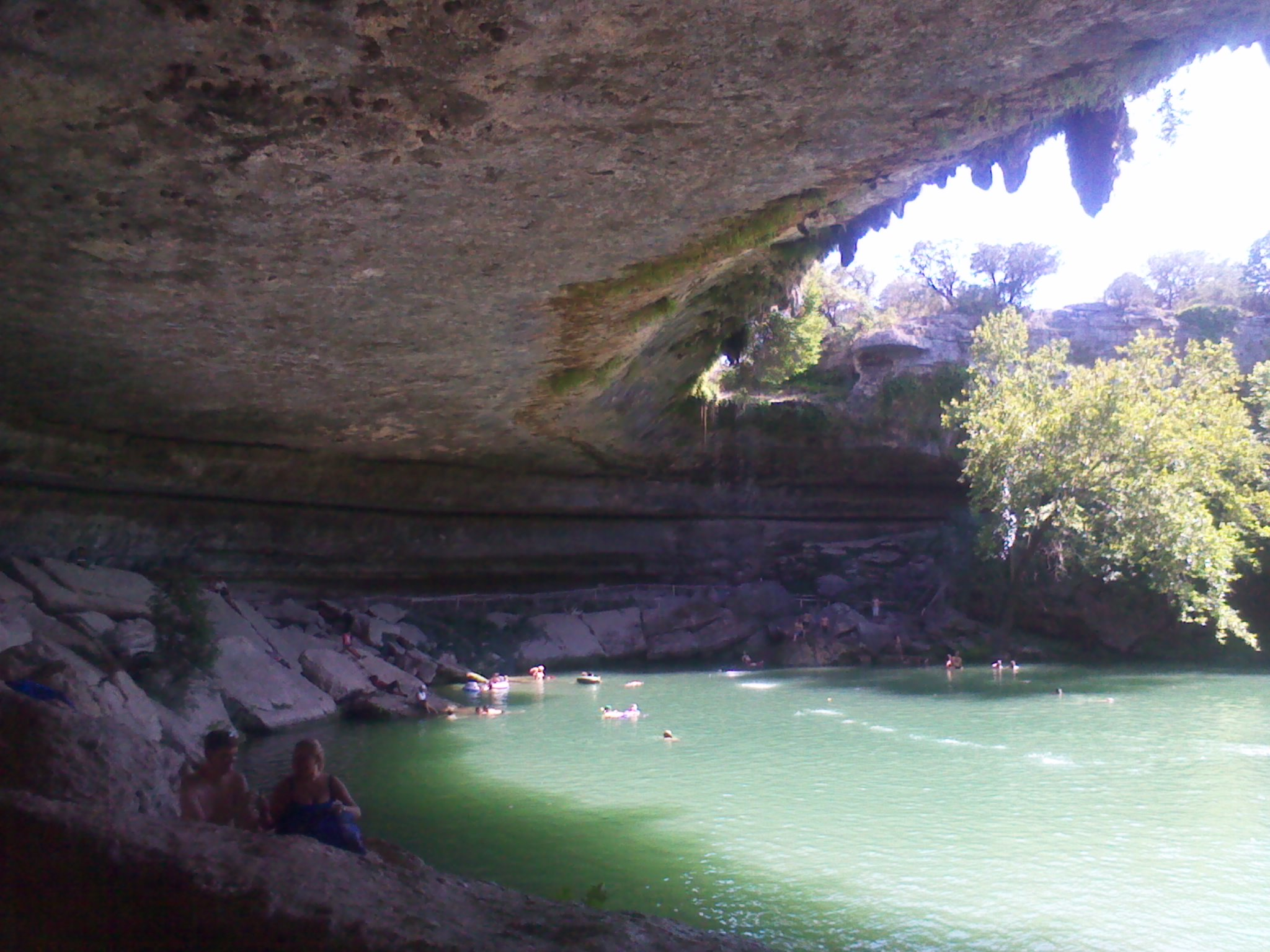
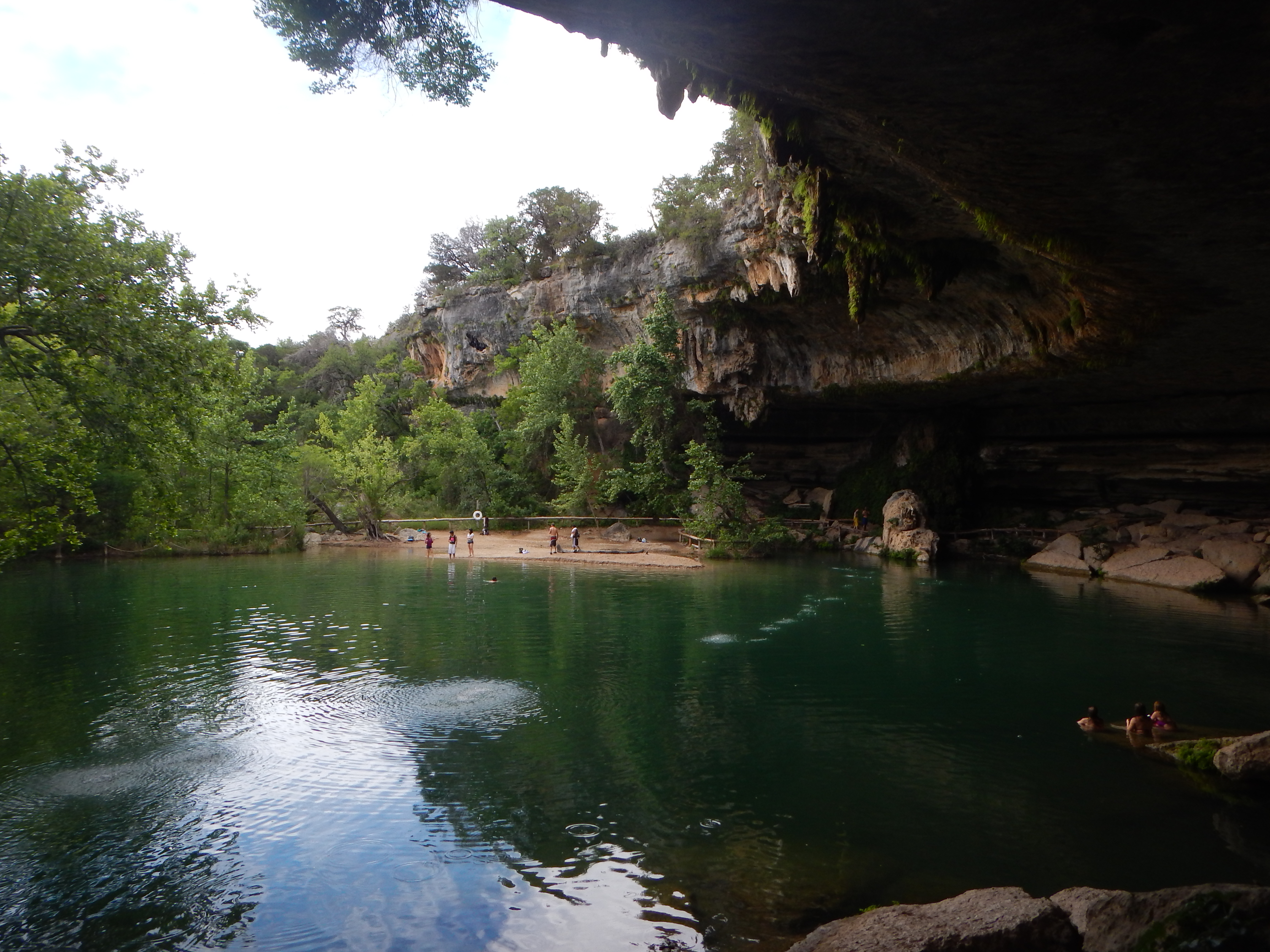
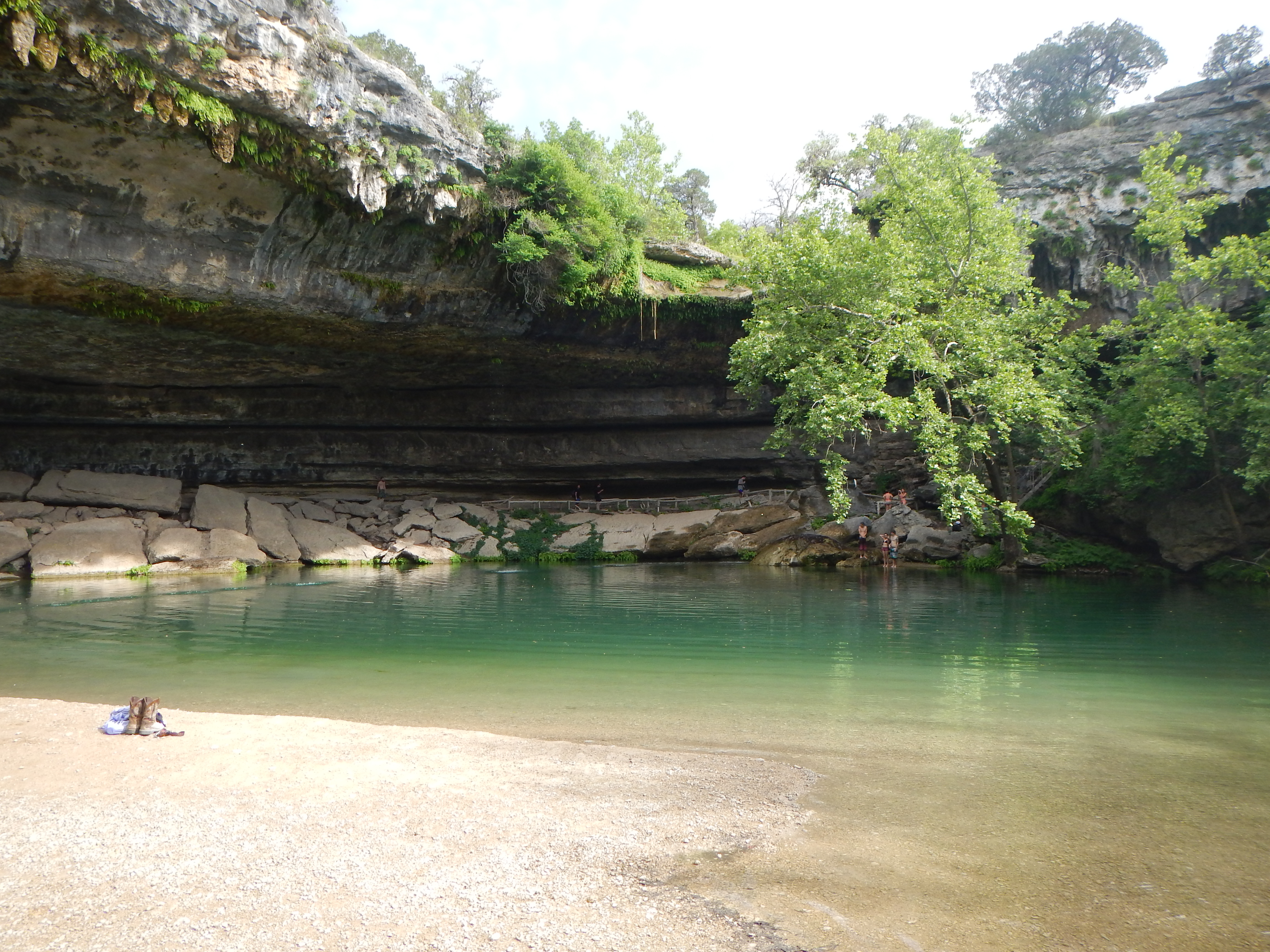

A més de l'impacte del públic visitant, els bous, ovelles i cabres van pasturar el delicat ecosistema durant diverses dècades, provocant canvis en la vegetació autòctona. El 1980, el Departament de Parcs i Vida Silvestre de Texas va citar Hamilton Pool com a àrea natural més significativa de la zona rural del Comtat de Travis. El 1985, el comtat de Travis va comprar 0,94 km² a la família Reimers i va implementar un pla de gestió agrària agressiva per restaurar Hamilton Pool. Ara, com a resultat del pla de restauració, els ecosistemes de Hamilton Pool es recuperen.
Les pràctiques continuades de la gestió dels terrenys de Hamilton Pool Preserve inclouen cremades prescrites, restauració de praderies, estadístiques d'espècies en perill d'extinció, inventaris biològics i supervisió de la qualitat de l'aigua.

## Flora
La zona acull l'Epipactis gigantea, la Persea borbonia i xiprers calbs (Taxodium distichum),

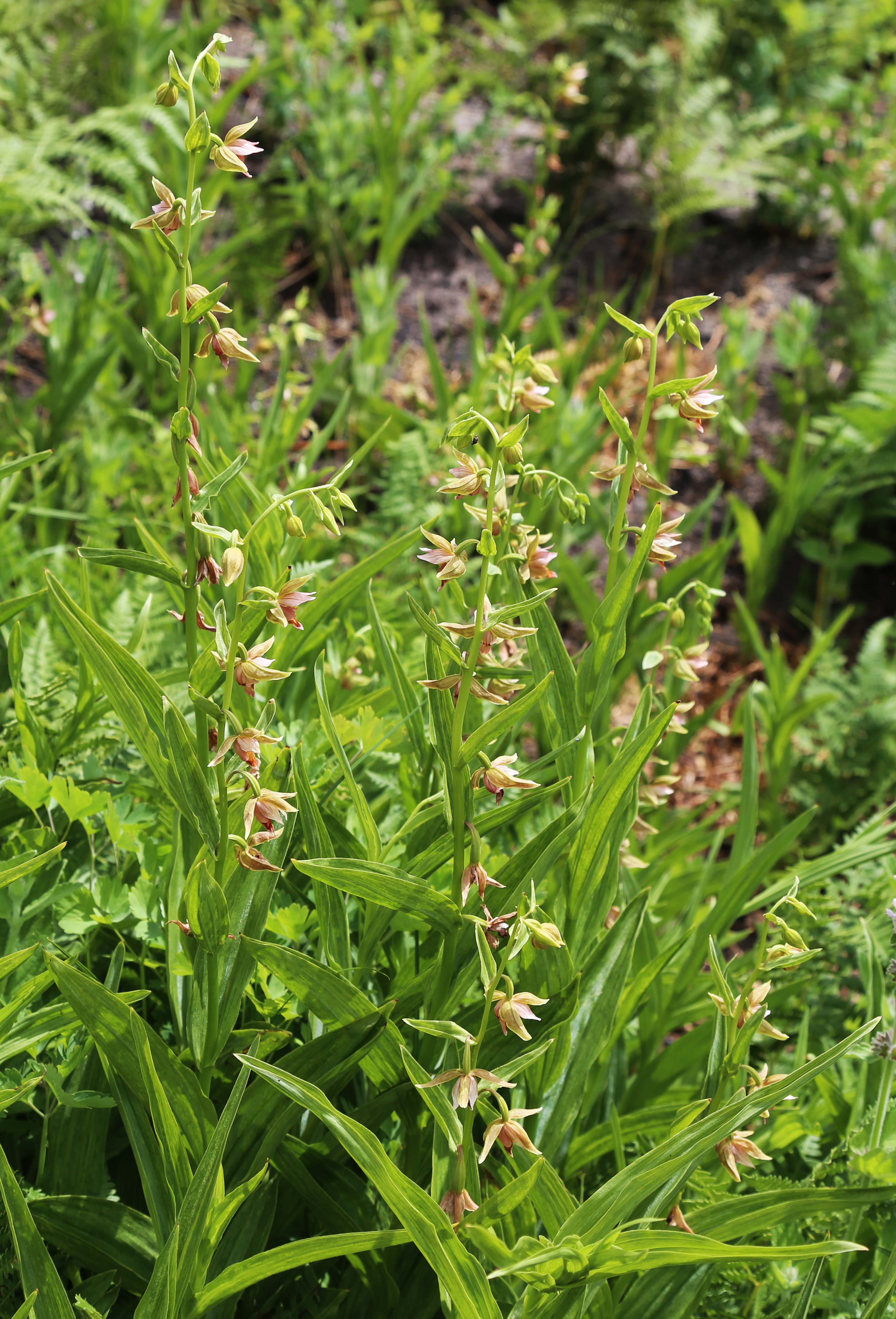
Epipactis gigantea
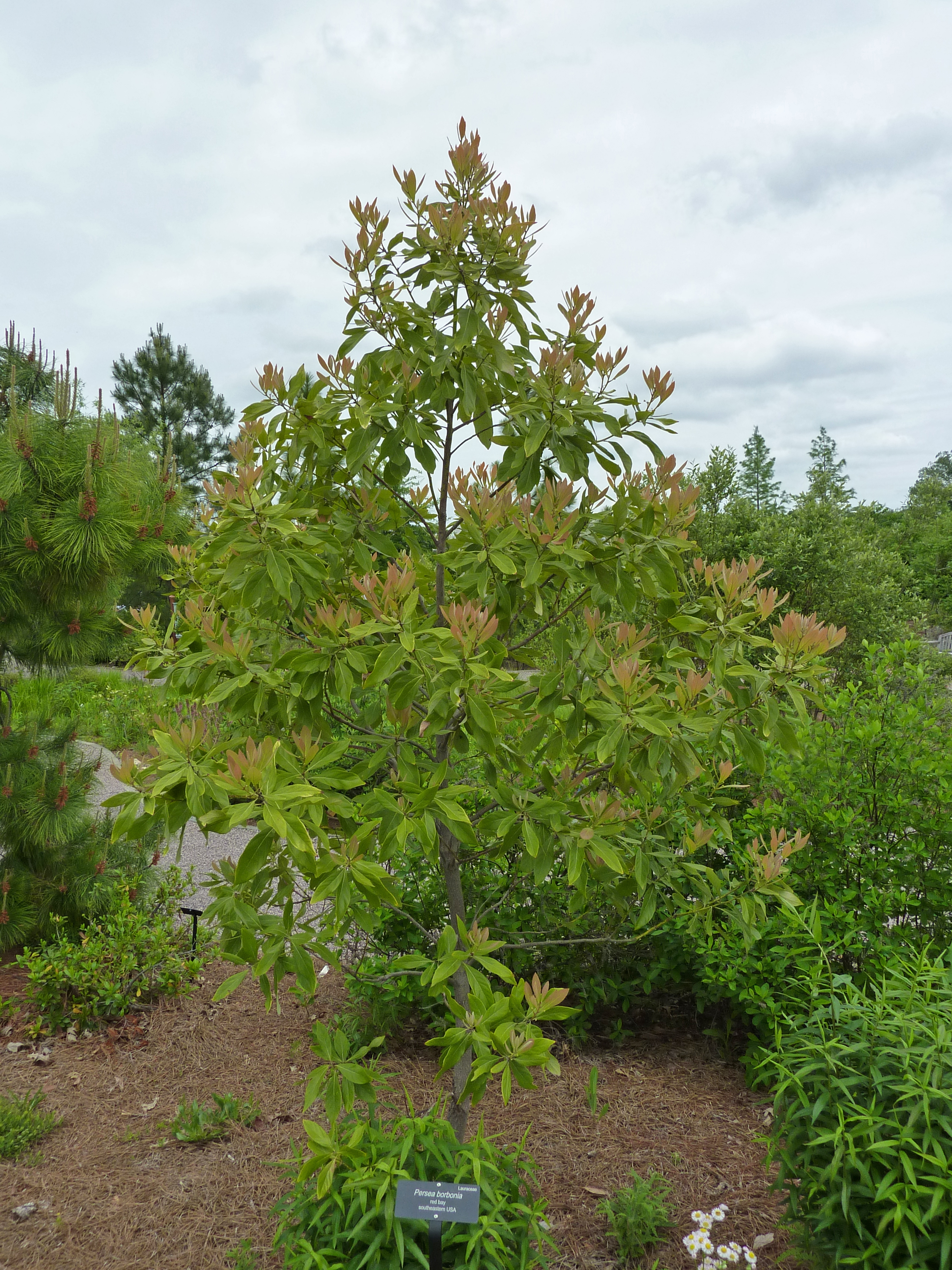
Persea borbonia
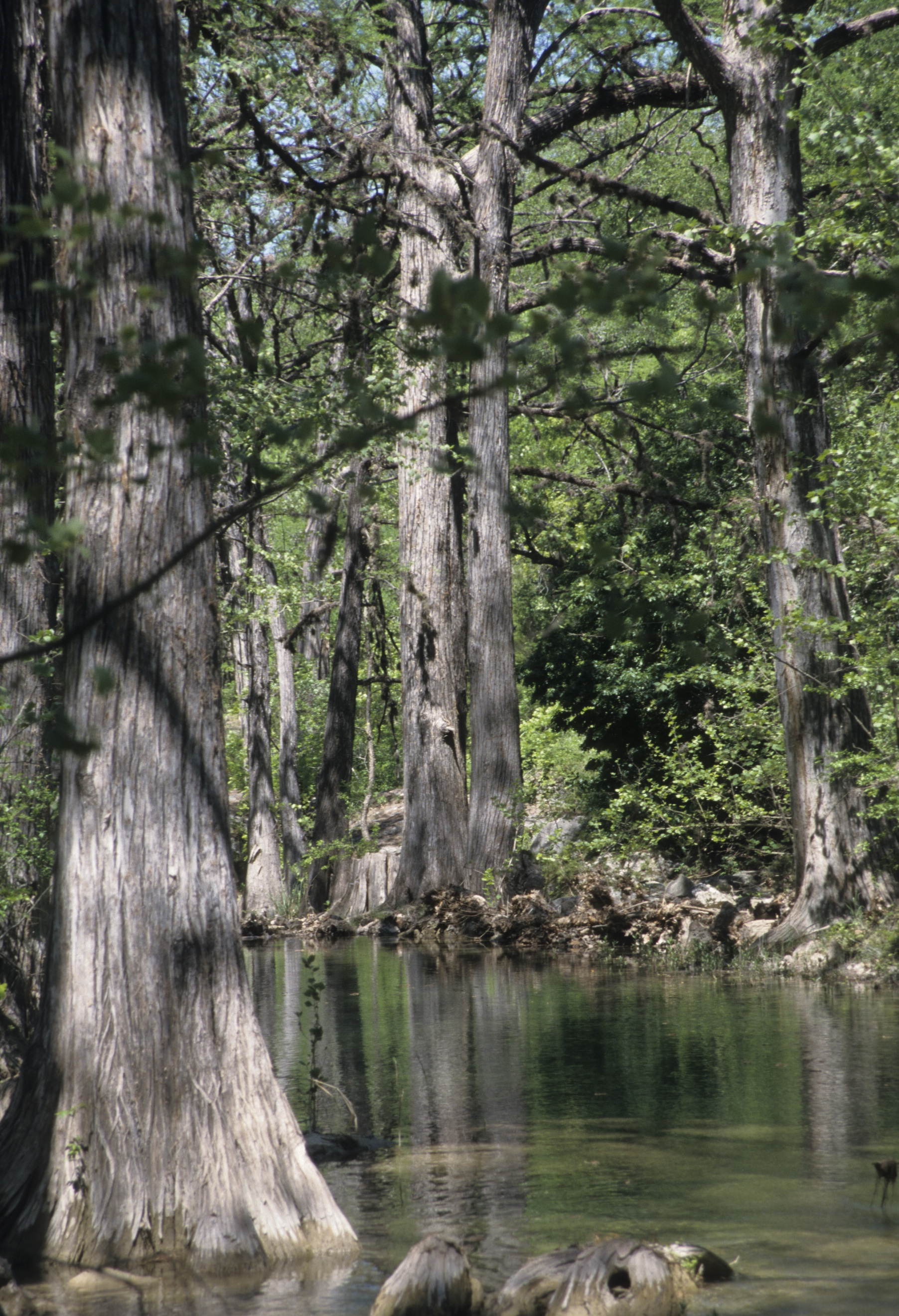
Xiprers calbs (Taxodium distichum) que creixen al llarg del petit rierol que drena Hamilton Pool

## Accés
A partir del gener del 2019, l'accés a la piscina i al riu requereix una quota d'entrada del parc del Travis County Park de 15 dòlars per vehicle, amb diversos descomptes per a gent gran, veterans de guerra amb discapacitat, titulars de permisos anuals (encara cal una quota diària amb permís anual). Per a visites de març a octubre i els caps de setmana i festius de novembre a febrer, cal fer una reserva per internet.